# Pont-Sainte-Marie
Pont-Sainte-Marie è un comune francese di  5 237 abitanti situato nel dipartimento dell'Aube nella regione del Grand Est.

## Società

### Evoluzione demografica
Abitanti censiti

## Amministrazione

### Gemellaggi
Pont-Sainte-Marie è gemellata con:
- Ariano nel Polesine